# Maggiorino Vigolungo
Maggiorino Vigolungo (1904-1918) est un jeune italien engagé au service de l'apostolat de la presse avec la Société Saint-Paul. Il décède de prématurément de maladie à l'âge de 14 ans. Il est le modèle des aspirants pauliniens.  

## Biographie
Maggiorino Vigolungo naît à Benevello près de Coni, en Italie, le 6 mai 1904 dans une famille simple et pieuse d'agriculteurs. 
Encore enfant, il rencontre le bienheureux Giacomo Alberione, le futur fondateur de la Société Saint-Paul qui vient de créer une imprimerie pour la diffusion de la « bonne presse ». Le jeune garçon s'enthousiasme pour ce projet mais Dom Alberione doit le faire patienter. 
Quatre plus tard, le 15 octobre 1916, à douze ans, il entre à l'école de l'imprimerie du Petit ouvrier, premier nom de l'œuvre paulienne dont le Père Alberione est directeur. Il trouve là, à Alba, une dizaine de jeunes gens, entraînés par l'enthousiasme du fondateur pour l'apostolat de la presse et y nourrit son désir d'entrer dans la pieuse Société Saint-Paul que va créer le fondateur. Son intelligence, son amour du travail et sa bonté étonnent ses camarades et ses professeurs. À la fois joyeux et exigeant, Maggiorino veut non seulement devenir saint mais aussi être prêtre et devenir apôtre de la « bonne presse ». Dans une lettre à sa famille, il demande à chacun de prier « afin qu'il ne trahisse pas sa vocation, qui est la plus belle de toutes ». Il étudie et réussit bien, tandis que pendant son temps libre, il se consacre au travail de typographie, se sentant déjà comme un apôtre de l'Évangile.
Au printemps 1918, à l'âge de quatorze ans, Maggiorino ressent les premiers symptômes d'une maladie. On lui diagnostique une pleurésie, contre laquelle les remèdes se révélèrent inutiles. Rentré chez lui pour se reposer, son état empire à la suite d'une potentielle méningite. 
Il meurt le 27 juillet 1918 peu de temps après avoir reçu la visite de Dom Alberione.

## Béatification et canonisation
Giacomo Alberione a toujours été convaincu du potentiel de sainteté de son élève. Un an après sa mort, il écrivit sa biographie, certain qu'elle susciterait de nombreuses vocations à l'apostolat de la « bonne presse ». Ce texte a été mis à jour et republié dans diverses éditions. 
Plus d'une fois, il l'a lui-même mis en parallèle avec Dominique Savio, élève adolescent et contemporain de saint Jean Bosco, canonisé en 1954. Dom Timoteo Giaccardo, qui l'eût également comme élève pendant un an, fut également très impressionné par sa mort et, dans ses notes personnelles, il l'invoqua pour l'aider à devenir un saint.
La cause de Maggiorino n'a connu ses premières phases que dans les années 1960, après que quatre des cinq congrégations pauliniennes d'alors (la Société Saint-Paul, les Filles de Saint-Paul, les Sœurs disciples du Divin Maître et les Sœurs de Jésus Bon Pasteur) aient obtenu l'approbation pontificale. Le procès ordinaire (c'est-à-dire l'enquête sur ses vertus) a commencé au diocèse d'Alba le 12 décembre 1961, et s'est terminé le 26 septembre 1963. Le 10 décembre 1964, un premier décret pontifical statué sur les écrits de Maggiorino Vigolungo établit qu'il n'y avait rien de contraire à la foi catholique dans ses lettres et les thèmes abordés, ce qui ouvrait la voie pour sa béatification.
Des retards s'accumulèrent cependant du fait qu'à la même époque, on s'interroge sur le bien-fondé de déclarer la sainteté de jeunes enfants et adolescents. Cependant, l'évêque d'Alba introduit officiellement sa cause le 27 février 1981.
Le pape Jean-Paul II l'a reconnu vénérable le 28 mars 1988 confirmant ainsi que Maggiorino Vigolungo était bien, conformément à son désir, un « petit apôtre de la communication sociale » et un modèle pour tous les aspirants à entrer dans la Famille paulinienne.